# Office of Communications
Office of Communications (in acronimo Ofcom) è l'autorità regolatrice indipendente per le società di comunicazione nel Regno Unito. Ha sede a Londra.
È membro dell'Istituto europeo per le norme di telecomunicazione (ETSI).

## Storia
Nel 2002 fu posto il primo mattone dell'organo tramite una legge (Office of Communications Act), che intendeva rispondere alle nuove esigenze di regolamentazione della comunicazione dell'epoca attuale. Nel 2003 l'Office of Communications, grazie al Communication Act, inizia ad operare ricevendo le competenze che prima erano divise tra cinque altri organi:
- Broadcasting Standards Commission;
- Independent Television Commission;
- Office of Telecommunications (Oftel);
- Radio Authority;
- Radiocommunications Agency.